# جين كلاب
جين كلاب (بالإنجليزية: Gene Clapp) هو مجدف أمريكي، ولد في 19 نوفمبر 1949 في بروكلين في الولايات المتحدة.

## وصلات خارجية
- جين كلاب على موقع الاتحاد الدولي للتجديف (الإنجليزية)
- جين كلاب على موقع اللجنة الأولمبية الدولية (الإنجليزية)
- جين كلاب على موقع أوليمبيديا (الإنجليزية)